# نيكولاس اوبريوت
نيكولاس اوبريوت (بالفرنسية: Nicolas Aubriot)‏ (27 سبتمبر 1984 بسان بول سور تيرنويس في فرنسا - ) هو لاعب كرة قدم فرنسي في مركز الدفاع. لعب مع نادي تشيربورغ ونادي غويونيون ونادي ليل.

## وصلات خارجية
- نيكولاس اوبريوت على موقع قاعدة بيانات كرة القدم.إي يو (الإنجليزية)